# Castello di sabbia (fumetto)
Castello di sabbia (Château de sable) è un romanzo grafico ideato e sceneggiato dallo scrittore e regista francese Pierre Oscar Lévy e disegnato dal fumettista franco-svizzero Frederik Peeters, pubblicato nel 2010.
L'opera è stata premiata con il Prix Töpffer Genève nel 2010 come migliore opera grafica realizzata da un autore ginevrino.

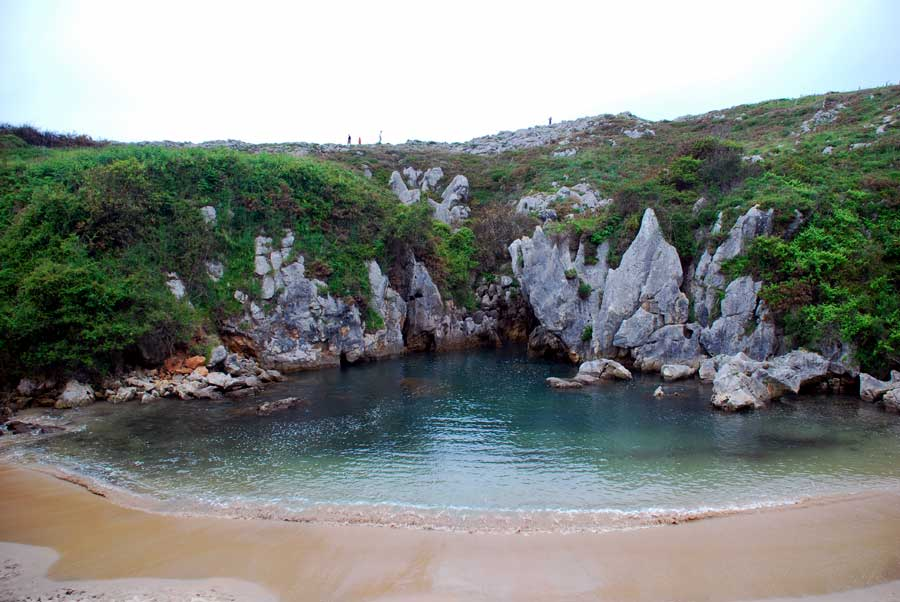
La spiaggia di Gulpiyuri, nelle Asturie, di ispirazione per le vicende narrate

L'opera ricorda, a tratti, il film di Luis Buñuel L'angelo sterminatore; la scogliera intorno alla quale ruotano le vicende del romanzo grafico, è stata ispirata all'autore dalla playa de Gulpiyuri, nelle Asturie scoperta dall'autore, Pierre Oscar Lévy a diciassette anni, durante una vacanza con i genitori.

## Trama
Dei turisti giungono in una splendida baia; qui scoprono il cadavere di una donna. I sospetti si rivolgono verso un clandestino. Ben presto sarà palese che il tempo biologico sul luogo scorre più velocemente e sulla spiaggia si invecchia rapidamente. I bambini crescono in poche ore e gli adulti muoiono di vecchiaia. Una forza misteriosa impedisce di abbandonare la spiaggia.

## Opere derivate
Il fumetto è stato trasposto nel film del 2021 Old del regista statunitense M. Night Shyamalan.

## Edizioni
- (FR) Pierre-Oscar Levy, Château de sable, disegni di Frederik Peeters, Collection Bile blanche, Ginevra, Atrabile, settembre 2010, ISBN 9782940329724.
- Pierre-Oscar Levy, Castello di sabbia, traduzione di Emanuelle Caillat, disegni di Frederik Peeters, Coconino cult, Roma, Coconino Press, 2021, ISBN 9788876185786.